# Vegard Robinson Bugge
Pour les articles homonymes, voir Bugge.
Vegard Robinson Bugge, né le 7 décembre 1989 à Horten, est un coureur cycliste norvégien.

## Biographie
Vegard Robinson Bugge court pour l'équipe continentale norvégienne Joker de 2010 à 2014. En 2011, il termine sixième du Tour des Flandres espoirs, troisième du Tour de Norvège et devient champion de Norvège sur route espoirs. En 2013, il remporte la seule compétition internationale de sa carrière avec la Gooikse Pijl, une course d'un jour belge.
Pour la saison 2015, il rejoint l'équipe Sparebanken Sør et remporte le classement de la montagne du Tour de Norvège. Lors du Tour des Fjords, il est contrôlé positif à un médicament lors d'un contrôle antidopage après avoir changé de médicament contre l'asthme, pour lequel il ne bénéficie pas d'une autorisation d'usage à des fins thérapeutiques. Il est donc suspendu du 9 juin au 28 octobre 2015,.
Après l'expiration de sa suspension, Bugge court à nouveau en 2016 et dispute trois compétitions internationales qu'il abandonne, ainsi que les championnats nationaux. Par la suite, il ne reprend pas sa carrière..

## Palmarès
- 2007[3]
  - 2e du championnat de Norvège du contre-la-montre par équipes juniors
  - 3e du championnat de Norvège du contre-la-montre juniors
- 2009
  - 3e étape du Roserittet DNV Grand Prix
  - 2e du Roserittet DNV Grand Prix
  - 3e du championnat de Norvège sur route espoirs
- 2010
  - 1re étape du Fana Sykkelfestival
  - 2e du championnat de Norvège sur route espoirs
- 2011
  -  Champion de Norvège sur route espoirs
  - 3e du Tour de Norvège
- 2013
  - Gooikse Pijl

## Classements mondiaux
| Année           | 2009   | 2010   | 2011 | 2012 | 2013 | 2014   |
| --------------- | ------ | ------ | ---- | ---- | ---- | ------ |
| UCI Europe Tour | 1 002e | 1 152e | 543e | 741e | 340e | 1 057e |